# Blancpain GT Series Sprint Cup 2018
Navigation
Édition précédente Édition suivante
La saison 2018 de la Blancpain GT Series Sprint Cup est la sixième saison de ce championnat et se déroule du 2 avril 2018 au 16 septembre 2018 sur un total de cinq manches.

## Calendrier
À l’occasion des 24 Heures de Spa 2017, Stéphane Ratel Organisation annonce le calendrier pour la saison 2018. Il conserve les mêmes manches que la saison précédente. Chaque manche comprend deux courses, soit dix courses pour cinq manches.
| N° | Date            | Circuit                               | Lieu             | Pays        |
| -- | --------------- | ------------------------------------- | ---------------- | ----------- |
| 1  | 7-8 avril       | Circuit de Zolder                     | Heusden-Zolder   | Belgique    |
| 2  | 5-6 mai         | Circuit de Brands Hatch               | Longfield        | Royaume-Uni |
| 3  | 23-24 juin      | Misano World Circuit Marco Simoncelli | Misano Adriatico | Italie      |
| 4  | 1er-2 septembre | Hungaroring                           | Mogyoród         | Hongrie     |
| 5  | 15-16 septembre | Nürburgring                           | Nürburg          | Allemagne   |

## Engagés

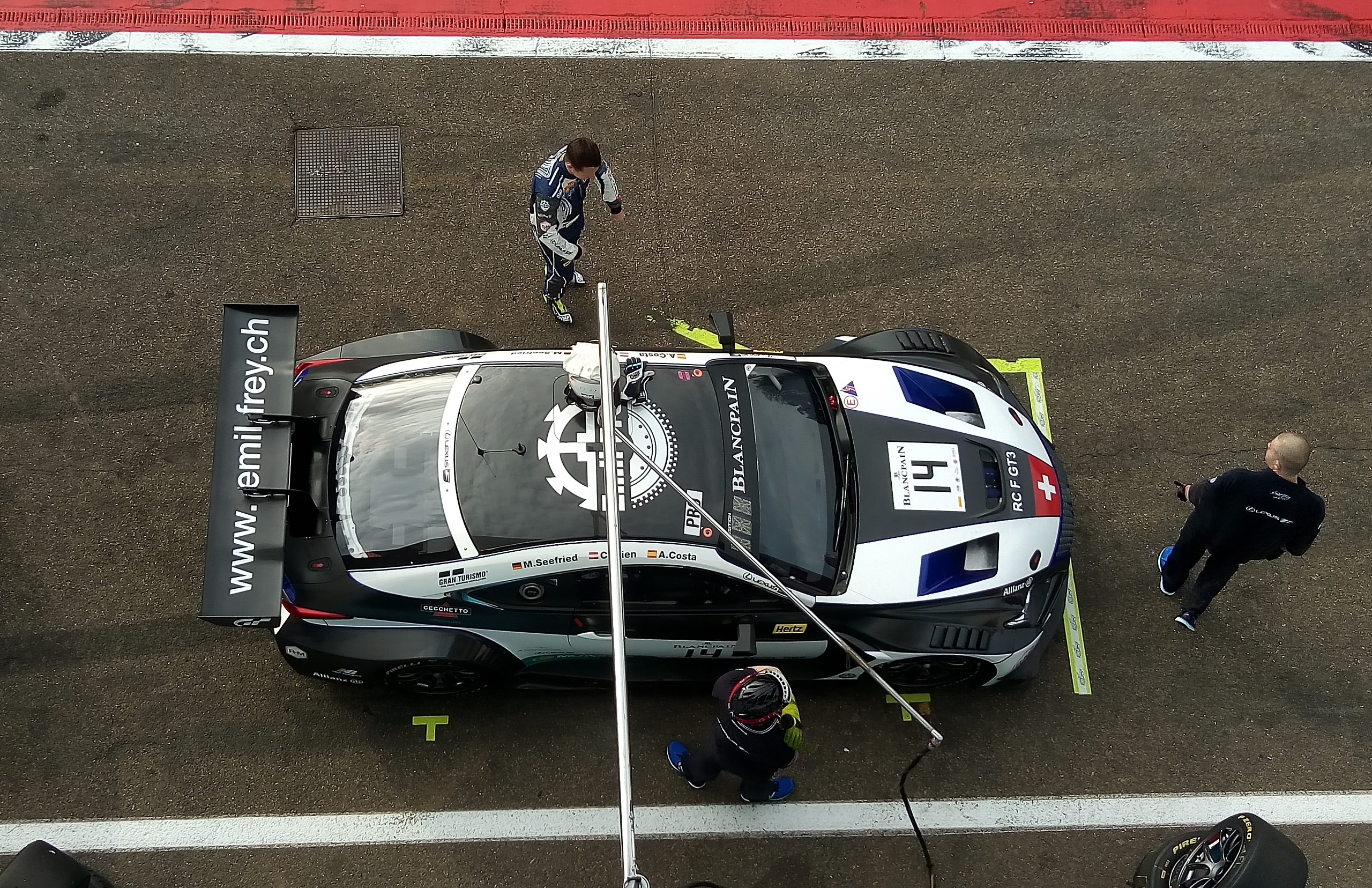
Christian Klien dans les stands du Circuit de Zolder.

| Équipe                                                                   | Voiture                   | No. | Pilotes                | Classe | Manches  |
| ------------------------------------------------------------------------ | ------------------------- | --- | ---------------------- | ------ | -------- |
| Belgian Audi Club Team WRT                                               | Audi R8 LMS               | 1   | Christopher Mies       | P      | Toutes   |
| Belgian Audi Club Team WRT                                               | Audi R8 LMS               | 1   | Alex Riberas           | P      | Toutes   |
| Belgian Audi Club Team WRT                                               | Audi R8 LMS               | 2   | Will Stevens           | P      | Toutes   |
| Belgian Audi Club Team WRT                                               | Audi R8 LMS               | 2   | Dries Vanthoor         | P      | Toutes   |
| Belgian Audi Club Team WRT                                               | Audi R8 LMS               | 3   | Gilles Magnus          | S      | 1        |
| Belgian Audi Club Team WRT                                               | Audi R8 LMS               | 3   | Alessio Picariello     | S      | 1        |
| Belgian Audi Club Team WRT                                               | Audi R8 LMS               | 3   | Ricardo Feller         | S      | 3–5      |
| Belgian Audi Club Team WRT                                               | Audi R8 LMS               | 3   | Adrien De Leener       | S      | 3–5      |
| Belgian Audi Club Team WRT                                               | Audi R8 LMS               | 17  | Stuart Leonard         | P      | 1–2, 4–5 |
| Belgian Audi Club Team WRT                                               | Audi R8 LMS               | 17  | Robin Frijns           | P      | 1, 4–5   |
| Belgian Audi Club Team WRT                                               | Audi R8 LMS               | 17  | Frédéric Vervisch      | P      | 2        |
| Belgian Audi Club Team WRT                                               | Audi R8 LMS               | 17  | Stuart Leonard         | S      | 3        |
| Belgian Audi Club Team WRT                                               | Audi R8 LMS               | 17  | Sheldon van der Linde  | S      | 3        |
| Black Falcon                                                             | Mercedes-AMG GT3          | 6   | Hubert Haupt           | S      | 4–5      |
| Black Falcon                                                             | Mercedes-AMG GT3          | 6   | Luca Stolz             | S      | 4–5      |
| Kessel Racing TP 12 - Kessel Racing                                      | Ferrari 488 GT3           | 11  | Michał Broniszewski    | PA     | 1        |
| Kessel Racing TP 12 - Kessel Racing                                      | Ferrari 488 GT3           | 11  | Giacomo Piccini        | PA     | 1        |
| Kessel Racing TP 12 - Kessel Racing                                      | Ferrari 488 GT3           | 39  | Piti Bhirombhakdi      | PA     | Toutes   |
| Kessel Racing TP 12 - Kessel Racing                                      | Ferrari 488 GT3           | 39  | Carlo van Dam          | PA     | Toutes   |
| \| \| Emil Frey Lexus Racing[10] \| \| Emil Frey Jaguar Racing[11] \| \| | Lexus RC F GT3            | 14  | Albert Costa           | P      | 1–5      |
| \| \| Emil Frey Lexus Racing[10] \| \| Emil Frey Jaguar Racing[11] \| \| | Lexus RC F GT3            | 14  | Christian Klien        | P      | 1–5      |
| \| \| Emil Frey Lexus Racing[10] \| \| Emil Frey Jaguar Racing[11] \| \| | Emil Frey GT3 Jaguar      | 54  | Alex Fontana           | S      | 3        |
| \| \| Emil Frey Lexus Racing[10] \| \| Emil Frey Jaguar Racing[11] \| \| | Emil Frey GT3 Jaguar      | 54  | Mikaël Grenier         | S      | 3        |
| \| \| Emil Frey Lexus Racing[10] \| \| Emil Frey Jaguar Racing[11] \| \| | Lexus RC F GT3            | 114 | Norbert Siedler        | P      | 1–5      |
| \| \| Emil Frey Lexus Racing[10] \| \| Emil Frey Jaguar Racing[11] \| \| | Lexus RC F GT3            | 114 | Stéphane Ortelli       | P      | 1–3      |
| \| \| Emil Frey Lexus Racing[10] \| \| Emil Frey Jaguar Racing[11] \| \| | Lexus RC F GT3            | 114 | Markus Palttala        | P      | 4–5      |
| Boutsen Ginion Racing                                                    | Lamborghini Gallardo R-EX | 15  | Pierre Feligioni       | Am     | 1        |
| Boutsen Ginion Racing                                                    | Lamborghini Gallardo R-EX | 15  | Claude-Yves Gosselin   | Am     | 1        |
| GRT Grasser Racing Team                                                  | Lamborghini Huracán GT3   | 19  | Andrea Caldarelli      | P      | Toutes   |
| GRT Grasser Racing Team                                                  | Lamborghini Huracán GT3   | 19  | Ezequiel Pérez Companc | P      | Toutes   |
| GRT Grasser Racing Team                                                  | Lamborghini Huracán GT3   | 63  | Mirko Bortolotti       | P      | Toutes   |
| GRT Grasser Racing Team                                                  | Lamborghini Huracán GT3   | 63  | Christian Engelhart    | P      | Toutes   |
| GRT Grasser Racing Team                                                  | Lamborghini Huracán GT3   | 82  | Loris Hezemans         | P      | 1–4      |
| GRT Grasser Racing Team                                                  | Lamborghini Huracán GT3   | 82  | Franck Perera          | P      | 1–4      |
| Audi Sport Slovakia                                                      | Audi R8 LMS               | 21  | Christian Malchárek    | PA     | 3–4      |
| Audi Sport Slovakia                                                      | Audi R8 LMS               | 21  | Jirko Malchárek        | PA     | 3–4      |
| Saintéloc Racing                                                         | Audi R8 LMS               | 25  | Simon Gachet           | P      | Toutes   |
| Saintéloc Racing                                                         | Audi R8 LMS               | 25  | Christopher Haase      | P      | Toutes   |
| Saintéloc Racing                                                         | Audi R8 LMS               | 26  | Nyls Stievenart        | PA     | Toutes   |
| Saintéloc Racing                                                         | Audi R8 LMS               | 26  | Markus Winkelhock      | PA     | Toutes   |
| Team Parker Racing                                                       | Bentley Continental GT3   | 31  | Josh Caygill           | S      | 1–3      |
| Team Parker Racing                                                       | Bentley Continental GT3   | 31  | Árón Taylor-Smith      | S      | 1–3      |
| Team Parker Racing                                                       | Bentley Continental GT3   | 32  | Ian Loggie             | PA     | 2        |
| Team Parker Racing                                                       | Bentley Continental GT3   | 32  | Callum MacLeod         | PA     | 2        |
| SMP Racing by AKKA ASP AKKA ASP Team SunEnergy1 Racing                   | Mercedes-AMG GT3          | 35  | Vladimir Atoev         | S      | Toutes   |
| SMP Racing by AKKA ASP AKKA ASP Team SunEnergy1 Racing                   | Mercedes-AMG GT3          | 35  | Aleksey Korneev        | S      | Toutes   |
| SMP Racing by AKKA ASP AKKA ASP Team SunEnergy1 Racing                   | Mercedes-AMG GT3          | 87  | Nico Jamin             | P      | 1–2, 5   |
| SMP Racing by AKKA ASP AKKA ASP Team SunEnergy1 Racing                   | Mercedes-AMG GT3          | 87  | Félix Serrallés        | P      | 1–2      |
| SMP Racing by AKKA ASP AKKA ASP Team SunEnergy1 Racing                   | Mercedes-AMG GT3          | 87  | Adam Christodoulou     | P      | 5        |
| SMP Racing by AKKA ASP AKKA ASP Team SunEnergy1 Racing                   | Mercedes-AMG GT3          | 87  | Denis Bulatov          | S      | 3–4      |
| SMP Racing by AKKA ASP AKKA ASP Team SunEnergy1 Racing                   | Mercedes-AMG GT3          | 87  | Nico Jamin             | S      | 3–4      |
| SMP Racing by AKKA ASP AKKA ASP Team SunEnergy1 Racing                   | Mercedes-AMG GT3          | 88  | Raffaele Marciello     | P      | Toutes   |
| SMP Racing by AKKA ASP AKKA ASP Team SunEnergy1 Racing                   | Mercedes-AMG GT3          | 88  | Michael Meadows        | P      | Toutes   |
| SMP Racing by AKKA ASP AKKA ASP Team SunEnergy1 Racing                   | Mercedes-AMG GT3          | 90  | Nico Bastian           | S      | Toutes   |
| SMP Racing by AKKA ASP AKKA ASP Team SunEnergy1 Racing                   | Mercedes-AMG GT3          | 90  | Jack Manchester        | S      | Toutes   |
| SMP Racing by AKKA ASP AKKA ASP Team SunEnergy1 Racing                   | Mercedes-AMG GT3          | 751 | Kenny Habul            | PA     | 4        |
| SMP Racing by AKKA ASP AKKA ASP Team SunEnergy1 Racing                   | Mercedes-AMG GT3          | 751 | Tristan Vautier        | PA     | 4        |
| 3Y Technology                                                            | BMW M6 GT3                | 37  | Lukas Moraes           | S      | Toutes   |
| 3Y Technology                                                            | BMW M6 GT3                | 37  | Andrew Watson          | S      | 1–4      |
| 3Y Technology                                                            | BMW M6 GT3                | 37  | Denis Dupont           | S      | 5        |
| Attempto Racing                                                          | Audi R8 LMS               | 55  | Pierre Kaffer          | P      | Toutes   |
| Attempto Racing                                                          | Audi R8 LMS               | 55  | Pieter Schothorst      | P      | Toutes   |
| Attempto Racing                                                          | Audi R8 LMS               | 66  | Kelvin van der Linde   | P      | Toutes   |
| Attempto Racing                                                          | Audi R8 LMS               | 66  | Steijn Schothorst      | P      | Toutes   |
| Rinaldi Racing                                                           | Ferrari 488 GT3           | 333 | David Perel            | PA     | 5        |
| Rinaldi Racing                                                           | Ferrari 488 GT3           | 333 | Rinat Salikhov         | PA     | 5        |
| Drapeau de la Suisse                                                     | Emil Frey Lexus Racing    |     |                        |        |          |
| Drapeau de la Suisse                                                     | Emil Frey Jaguar Racing   |     |                        |        |          |

| Drapeau de la Suisse | Emil Frey Lexus Racing  |
| Drapeau de la Suisse | Emil Frey Jaguar Racing |

| Icône | Classe     |
| ----- | ---------- |
| P     | Pro Cup    |
| S     | Silver Cup |
| PA    | Pro-Am Cup |
| Am    | Am Cup     |

## Résultats de la saison 2018
En gras le vainqueur de la course. 
| Manche | Manche | Circuit      | Pole Position                        | Vainqueurs Pro                         | Vainqueurs Silver                | Vainqueurs Pro-Am                 | Vainqueurs Am                         |
| ------ | ------ | ------------ | ------------------------------------ | -------------------------------------- | -------------------------------- | --------------------------------- | ------------------------------------- |
| 1      | C1     | Zolder       | No. 2 Belgian Audi Club Team WRT     | No. 63 GRT Grasser Racing Team         | No. 3 Belgian Audi Club Team WRT | No. 39 TP 12 - Kessel Racing      | No. 15 Boutsen Ginion Racing          |
| 1      | C1     | Zolder       | Will Stevens Dries Vanthoor          | Mirko Bortolotti Christian Engelhart   | Gilles Magnus Alessio Picariello | Piti Bhirombhakdi Carlo van Dam   | Pierre Feligioni Claude-Yves Gosselin |
| 1      | C2     | Zolder       | No. 63 GRT Grasser Racing Team       | No. 66 Attempto Racing                 | No. 3 Belgian Audi Club Team WRT | No. 39 TP 12 - Kessel Racing      | No. 15 Boutsen Ginion Racing          |
| 1      | C2     | Zolder       | Mirko Bortolotti Christian Engelhart | Kelvin van der Linde Steijn Schothorst | Gilles Magnus Alessio Picariello | Piti Bhirombhakdi Carlo van Dam   | Pierre Feligioni Claude-Yves Gosselin |
| 2      | C1     | Brands Hatch | No. 2 Belgian Audi Club Team WRT     | No. 2 Belgian Audi Club Team WRT       | No. 31 Team Parker Racing        | No. 39 TP 12 - Kessel Racing      | Pas d'engagés                         |
| 2      | C1     | Brands Hatch | Will Stevens Dries Vanthoor          | Will Stevens Dries Vanthoor            | Josh Caygill Árón Taylor-Smith   | Piti Bhirombhakdi Carlo van Dam   | Pas d'engagés                         |
| 2      | C2     | Brands Hatch | No. 17 Belgian Audi Club Team WRT    | No. 17 Belgian Audi Club Team WRT      | No. 37 3Y Technology             | No. 26 Saintéloc Racing           | Pas d'engagés                         |
| 2      | C2     | Brands Hatch | Stuart Leonard Frédéric Vervisch     | Stuart Leonard Frédéric Vervisch       | Lukas Moraes Andrew Watson       | Nyls Stievenart Markus Winkelhock | Pas d'engagés                         |
| 3      | C1     | Misano       | No. 87 AKKA ASP Team                 | No. 1 Belgian Audi Club Team WRT       | No. 90 AKKA ASP Team             | No. 26 Saintéloc Racing           | Pas d'engagés                         |
| 3      | C1     | Misano       | Denis Bulatov Nico Jamin             | Christopher Mies Alex Riberas          | Nico Bastian Jack Manchester     | Nyls Stievenart Markus Winkelhock | Pas d'engagés                         |
| 3      | C2     | Misano       | No. 88 AKKA ASP Team                 | No. 1 Belgian Audi Club Team WRT       | No. 87 AKKA ASP Team             | No. 26 Saintéloc Racing           | Pas d'engagés                         |
| 3      | C2     | Misano       | Raffaele Marciello Michael Meadows   | Christopher Mies Alex Riberas          | Denis Bulatov Nico Jamin         | Nyls Stievenart Markus Winkelhock | Pas d'engagés                         |
| 4      | C1     | Hungaroring  | No. 90 AKKA ASP Team                 | No. 63 GRT Grasser Racing Team         | No. 87 AKKA ASP Team             | No. 751 SunEnergy1 Racing         | Pas d'engagés                         |
| 4      | C1     | Hungaroring  | Nico Bastian Jack Manchester         | Mirko Bortolotti Christian Engelhart   | Denis Bulatov Nico Jamin         | Kenny Habul Tristan Vautier       | Pas d'engagés                         |
| 4      | C2     | Hungaroring  | No. 88 AKKA ASP Team                 | No. 88 AKKA ASP Team                   | No. 87 AKKA ASP Team             | No. 26 Saintéloc Racing           | Pas d'engagés                         |
| 4      | C2     | Hungaroring  | Raffaele Marciello Michael Meadows   | Raffaele Marciello Michael Meadows     | Denis Bulatov Nico Jamin         | Nyls Stievenart Markus Winkelhock | Pas d'engagés                         |
| 5      | C1     | Nürburgring  | No. 63 GRT Grasser Racing Team       | No. 1 Belgian Audi Club Team WRT       | No. 3 Belgian Audi Club Team WRT | No. 26 Saintéloc Racing           | Pas d'engagés                         |
| 5      | C1     | Nürburgring  | Mirko Bortolotti Christian Engelhart | Christopher Mies Alex Riberas          | Ricardo Feller Adrien De Leener  | Nyls Stievenart Markus Winkelhock | Pas d'engagés                         |
| 5      | C2     | Nürburgring  | No. 6 Black Falcon                   | No. 88 AKKA ASP Team                   | No. 6 Black Falcon               | No. 333 Rinaldi Racing            | Pas d'engagés                         |
| 5      | C2     | Nürburgring  | Hubert Haupt Luca Stolz              | Raffaele Marciello Michael Meadows     | Hubert Haupt Luca Stolz          | David Perel Rinat Salikhov        | Pas d'engagés                         |

## Classements saison 2018
Attribution des points
Un nouveau système de points a été introduit cette saison. Il se fonde sur le maximum de points qu'un engagé pouvait gagner dans l'ancien format selon le calcul "Course qualificative + Course" divisé par deux. Par exemple, pour la première place, on obtient {\displaystyle {\frac {8+25}{2}}}={\displaystyle 16.5}.
Les points sont attribués pour les dix premiers de chaque course. Également, un point est donné à l'auteur de la pole position. Pour obtenir ces points, il faut que la voiture ait complétée 75 % de la distance parcourue par la voiture gagnante. Enfin, il faut que chacun des deux pilotes d'un équipage participe durant au minimum 25 minutes.
| Position | 1er  | 2e | 3e  | 4e  | 5e | 6e  | 7e | 8e | 9e | 10e | Pole |
| Points   | 16.5 | 12 | 9.5 | 7.5 | 6  | 4.5 | 3  | 2  | 1  | 0.5 | 1    |

### Championnat des pilotes

#### Général
| Pos. | Pilote                                   | Équipe                     | ZOL  | ZOL  | BRH  | BRH  | MIS  | MIS  | HUN  | HUN | NÜR  | NÜR  | Points |
| ---- | ---------------------------------------- | -------------------------- | ---- | ---- | ---- | ---- | ---- | ---- | ---- | --- | ---- | ---- | ------ |
| 1    | Raffaele Marciello Michael Meadows       | AKKA ASP Team              | 8    | 2    | 3    | 4    | 2    | 10   | 2    | 1   | 4    | 1    | 98     |
| 2    | Christopher Mies Alex Riberas            | Belgian Audi Club Team WRT | 3    | Abd. | 2    | 2    | 1    | 1    | Abd. | 4   | 1    | 16   | 90.5   |
| 3    | Kelvin van der Linde Steijn Schothorst   | Attempto Racing            | 4    | 1    | 8    | 3    | Abd. | 4    | 10   | 3   | 6    | 4    | 65     |
| 4    | Will Stevens Dries Vanthoor              | Belgian Audi Club Team WRT | 2    | 11   | 1    | Abd. | Abd. | 2    | 5    | 7   | 2    | Abd. | 63.5   |
| 5    | Mirko Bortolotti Christian Engelhart     | GRT Grasser Racing Team    | 1    | 7    | 10   | 5    | 3    | 18   | 1    | 6   | Dsq. | EX   | 57.5   |
| 6    | Nico Jamin                               | AKKA ASP Team              | 9    | 4    | 5    | 6    | Abd. | 5    | 3    | 8   | 7    | 6    | 45     |
| 7    | Stuart Leonard                           | Belgian Audi Club Team WRT | 5    | 5    | 4    | 1    | 8    | 6    | Abd. | 16  | 11   | 9    | 44.5   |
| 8    | Simon Gachet Christopher Haase           | Saintéloc Racing           | 10   | 12   | 7    | 8    | Abd. | 3    | 4    | 2   | 10   | 3    | 44.5   |
| 9    | Andrea Caldarelli Ezequiel Pérez Companc | GRT Grasser Racing Team    | 6    | 3    | 12   | Abd. | 4    | 20   | 16   | 11  | 3    | 5    | 37     |
| 10   | Frédéric Vervisch                        | Belgian Audi Club Team WRT |      |      | 4    | 1    |      |      |      |     |      |      | 25     |
| 11   | Félix Serrallés                          | AKKA ASP Team              | 9    | 4    | 5    | 6    |      |      |      |     |      |      | 19     |
| 12   | Denis Bulatov                            | AKKA ASP Team              |      |      |      |      | Abd. | 5    | 3    | 8   |      |      | 18.5   |
| 13   | Albert Costa Christian Klien             | Emil Frey Lexus Racing     | Abd. | 20   | 11   | 14   | 9    | Abd. | 6    | 13  | 5    | 7    | 15.5   |
| 14   | Hubert Haupt Luca Stolz                  | Black Falcon               |      |      |      |      |      |      | 9    | 12  | 15   | 2    | 14     |
| 15   | Robin Frijns                             | Belgian Audi Club Team WRT | 5    | 5    |      |      |      |      | Abd. | 16  | 11   | 9    | 13     |
| 16   | Norbert Siedler                          | Emil Frey Lexus Racing     | 14   | 13   | 9    | 9    | 5    | 8    | 11   | 14  | 9    | 8    | 13     |
| 17   | Loris Hezemans Franck Perera             | GRT Grasser Racing Team    | 20   | Abd. | 13   | 7    | 17   | 7    | 13   | 5   |      |      | 12     |
| 18   | Nico Bastian Jack Manchester             | AKKA ASP Team              | 11   | 9    | 19   | 15   | 6    | 15   | 7    | 9   | 16   | 17   | 10.5   |
| 19   | Stéphane Ortelli                         | Emil Frey Lexus Racing     | 14   | 13   | 9    | 9    | 5    | 8    |      |     |      |      | 10     |
| 20   | Gilles Magnus Alessio Picariello         | Belgian Audi Club Team WRT | 7    | 6    |      |      |      |      |      |     |      |      | 7.5    |
| 20   | Adam Christodoulou                       | AKKA ASP Team              |      |      |      |      |      |      |      |     | 7    | 6    | 7.5    |
| 21   | Pierre Kaffer Pieter Schothorst          | Attempto Racing            | Abd. | 14   | 6    | 12   | Abd. | 12   | 12   | 17  | 8    | 12   | 6.5    |
| 21   | Sheldon van der Linde                    | Belgian Audi Club Team WRT |      |      |      |      | 8    | 6    |      |     |      |      | 6.5    |
| 22   | Vladimir Atoev Aleksey Korneev           | SMP Racing by AKKA ASP     | 16   | 8    | 18   | Abd. | 12   | 17   | 8    | 18  | 14   | 11   | 4      |
| 23   | Alex Fontana Mikaël Grenier              | Emil Frey Jaguar Racing    |      |      |      |      | 7    | 11   |      |     |      |      | 3      |
| 24   | Markus Palttala                          | Emil Frey Lexus Racing     |      |      |      |      |      |      | 11   | 14  | 9    | 8    | 3      |
| 25   | Nyls Stievenart Markus Winkelhock        | Saintéloc Racing           | 15   | 15   | 17   | 11   | 11   | 9    | 18   | 19  | 12   | 15   | 1      |
| 26   | Ricardo Feller Adrien De Leener          | Belgian Audi Club Team WRT |      |      |      |      | 10   | 13   | 14   | 10  | 13   | Abd. | 1      |
| 27   | Piti Bhirombhakdi Carlo van Dam          | TP 12 - Kessel Racing      | 12   | 10   | 14   | 13   | 13   | 14   | 17   | 21  | Abd. | 13   | 0.5    |
| 27   | Lukas Moraes                             | 3Y Technology              | 17   | 17   | Dsq. | 10   | 14   | 16   | 20   | 15  | Abd. | 14   | 0.5    |
| 27   | Andrew Watson                            | 3Y Technology              | 17   | 17   | Dsq. | 10   | 14   | 16   | 20   | 15  |      |      | 0.5    |
| 27   | David Perel Rinat Salikhov               | Rinaldi Racing             |      |      |      |      |      |      |      |     | Abd. | 10   | 0.5    |
|      | Michał Broniszewski Giacomo Piccini      | Kessel Racing              | 13   | 18   |      |      |      |      |      |     |      |      | 0      |
|      | Denis Dupont                             | 3Y Technology              |      |      |      |      |      |      |      |     | Abd. | 14   | 0      |
|      | Josh Caygill Árón Taylor-Smith           | Team Parker Racing         | 18   | 16   | 15   | Abd. | 15   | Abd. |      |     |      |      | 0      |
|      | Kenny Habul Tristan Vautier              | SunEnergy1 Racing          |      |      |      |      |      |      | 15   | Np. |      |      | 0      |
|      | Christian Malchárek Jirko Malchárek      | Audi Sport Slovakia        |      |      |      |      | 16   | 19   | 19   | 20  |      |      | 0      |
|      | Ian Loggie Callum MacLeod                | Team Parker Racing         |      |      | 16   | Abd. |      |      |      |     |      |      | 0      |
|      | Pierre Feligioni Claude-Yves Gosselin    | Boutsen Ginion Racing      | 19   | 19   |      |      |      |      |      |     |      |      | 0      |
| Pos. | Pilote                                   | Équipe                     | ZOL  | ZOL  | BRH  | BRH  | MIS  | MIS  | HUN  | HUN | NÜR  | NÜR  | Points |

| Couleur  | Résultat                       |
| -------- | ------------------------------ |
| Or       | Vainqueur                      |
| Argent   | 2e place                       |
| Bronze   | 3e place                       |
| Vert     | Classé dans les points         |
| Bleu     | Classé hors des points         |
| Bleu     | Non classé (Nc.)               |
| Violet   | Abandon (Abd.)                 |
| Rouge    | Non qualifié (Nq.)             |
| Rouge    | Non pré-qualifié (Npq.)        |
| Noir     | Disqualifié (Dsq.)             |
| Blanc    | Non partant (Np.)              |
| Blanc    | Forfait (Forf.)                |
| Blanc    | Course annulée (A)             |
| Neutre   | Non présent                    |
| Neutre   | Exclu (Ex.)                    |
| Gras     | Pole position                  |
| Italique | Meilleur tour en course        |
| †        | Classé sans terminer la course |
| 1 2 3 …  | Classement dans la catégorie   |

#### Silver Cup
| Pos. | Pilote                               | Équipe                     | ZOL | ZOL | BRH  | BRH  | MIS  | MIS  | HUN | HUN | NÜR  | NÜR  | Points |
| ---- | ------------------------------------ | -------------------------- | --- | --- | ---- | ---- | ---- | ---- | --- | --- | ---- | ---- | ------ |
| 1    | Nico Bastian Jack Manchester         | AKKA ASP Team              | 11  | 9   | 19   | 15   | 6    | 15   | 7   | 9   | 16   | 17   | 108.5  |
| 2    | Vladimir Atoev Aleksey Korneev       | SMP Racing by AKKA ASP     | 16  | 8   | 18   | Abd. | 12   | 17   | 8   | 18  | 14   | 11   | 80.5   |
| 3    | Lukas Moraes                         | 3Y Technology              | 17  | 17  | Dsq. | 10   | 14   | 16   | 20  | 15  | Abd. | 14   | 59     |
| 4    | Denis Bulatov Nico Jamin             | AKKA ASP Team              |     |     |      |      | Abd. | 5    | 3   | 8   |      |      | 50.5   |
| 5    | Andrew Watson                        | 3Y Technology              | 17  | 17  | Dsq. | 10   | 14   | 16   | 20  | 15  |      |      | 49.5   |
| 6    | Ricardo Feller Adrien De Leener      | Belgian Audi Club Team WRT |     |     |      |      | 10   | 13   | 14  | 10  | 13   | Abd. | 47     |
| 7    | Hubert Haupt Luca Stolz              | Black Falcon               |     |     |      |      |      |      | 9   | 12  | 15   | 2    | 43     |
| 8    | Gilles Magnus Alessio Picariello     | Belgian Audi Club Team WRT | 7   | 6   |      |      |      |      |     |     |      |      | 35     |
| 9    | Josh Caygill Árón Taylor-Smith       | Team Parker Racing         | 18  | 16  | 15   | Abd. | 15   | Abd. |     |     |      |      | 33     |
| 10   | Stuart Leonard Sheldon van der Linde | Belgian Audi Club Team WRT |     |     |      |      | 8    | 6    |     |     |      |      | 22.5   |
| 11   | Alex Fontana Mikaël Grenier          | Emil Frey Jaguar Racing    |     |     |      |      | 7    | 11   |     |     |      |      | 21.5   |
| 12   | Denis Dupont                         | 3Y Technology              |     |     |      |      |      |      |     |     | Abd. | 14   | 9.5    |
| Pos. | Pilote                               | Équipe                     | ZOL | ZOL | BRH  | BRH  | MIS  | MIS  | HUN | HUN | NÜR  | NÜR  | Points |

#### Pro-Am Cup
| Pos. | Pilote                              | Équipe                | ZOL | ZOL | BRH | BRH  | MIS | MIS | HUN | HUN | NÜR  | NÜR | Points |
| ---- | ----------------------------------- | --------------------- | --- | --- | --- | ---- | --- | --- | --- | --- | ---- | --- | ------ |
| 1    | Nyls Stievenart Markus Winkelhock   | Saintéloc Racing      | 15  | 15  | 17  | 11   | 11  | 9   | 18  | 19  | 12   | 15  | 134.5  |
| 2    | Piti Bhirombhakdi Carlo van Dam     | TP 12 - Kessel Racing | 12  | 10  | 14  | 13   | 13  | 14  | 17  | 21  | Abd. | 13  | 126    |
| 3    | Christian Malchárek Jirko Malchárek | Audi Sport Slovakia   |     |     |     |      | 16  | 19  | 19  | 20  |      |     | 39.5   |
| 4    | Michał Broniszewski Giacomo Piccini | Kessel Racing         | 13  | 18  |     |      |     |     |     |     |      |     | 21.5   |
| 5    | David Perel Rinat Salikhov          | Rinaldi Racing        |     |     |     |      |     |     |     |     | Abd. | 10  | 16.5   |
| 5    | Kenny Habul Tristan Vautier         | SunEnergy1 Racing     |     |     |     |      |     |     | 15  | Np. |      |     | 16.5   |
| 6    | Ian Loggie Callum MacLeod           | Team Parker Racing    |     |     | 16  | Abd. |     |     |     |     |      |     | 12     |
| Pos. | Pilote                              | Équipe                | ZOL | ZOL | BRH | BRH  | MIS | MIS | HUN | HUN | NÜR  | NÜR | Points |

#### Am Cup
| Pos. | Pilote                                | Équipe                | ZOL | ZOL | BRH | BRH | MIS | MIS | HUN | HUN | NÜR | NÜR | Points |
| ---- | ------------------------------------- | --------------------- | --- | --- | --- | --- | --- | --- | --- | --- | --- | --- | ------ |
| 1    | Pierre Feligioni Claude-Yves Gosselin | Boutsen Ginion Racing | 19  | 19  |     |     |     |     |     |     |     |     | 35     |
| Pos. | Pilote                                | Équipe                | ZOL | ZOL | BRH | BRH | MIS | MIS | HUN | HUN | NÜR | NÜR | Points |

### Championnat des Équipes

#### Général
| Pos. | Équipe                                                 | Constructeur | ZOL | ZOL | BRH  | BRH  | MIS  | MIS  | HUN | HUN | NÜR  | NÜR | Points |
| ---- | ------------------------------------------------------ | ------------ | --- | --- | ---- | ---- | ---- | ---- | --- | --- | ---- | --- | ------ |
| 1    | Belgian Audi Club Team WRT                             | Audi         | 2   | 5   | 1    | 1    | 1    | 1    | 5   | 4   | 1    | 9   | 123    |
| 2    | AKKA ASP Team SMP Racing by AKKA ASP SunEnergy1 Racing | Mercedes-AMG | 8   | 2   | 3    | 4    | 2    | 5    | 2   | 1   | 4    | 1   | 119    |
| 3    | GRT Grasser Racing Team                                | Lamborghini  | 1   | 3   | 10   | 5    | 3    | 7    | 1   | 5   | 3    | 5   | 95     |
| 4    | Attempto Racing                                        | Audi         | 4   | 1   | 6    | 3    | Abd. | 4    | 10  | 3   | 6    | 4   | 83     |
| 5    | Saintéloc Racing                                       | Audi         | 10  | 12  | 7    | 8    | 11   | 3    | 4   | 2   | 10   | 3   | 77.5   |
| 6    | Emil Frey Jaguar/Lexus Racing                          | Jaguar Lexus | 14  | 13  | 9    | 9    | 5    | 8    | 6   | 13  | 5    | 7   | 50.5   |
| 7    | (TP 12 -) Kessel Racing                                | Ferrari      | 12  | 10  | 14   | 13   | 13   | 14   | 17  | 21  | Abd. | 13  | 26.5   |
| 8    | Black Falcon                                           | Mercedes-AMG |     |     |      |      |      |      | 9   | 12  | 15   | 2   | 25     |
| 9    | 3Y Technology                                          | BMW          | 17  | 17  | Dsq. | 10   | 14   | 16   | 20  | 15  | Abd. | 14  | 14     |
| 10   | Team Parker Racing                                     | Bentley      | 18  | 16  | 15   | Abd. | 16   | Abd. |     |     |      |     | 7      |
| 11   | Audi Sport Slovakia                                    | Audi         |     |     |      |      | 16   | 19   | 19  | 20  |      |     | 4      |
| 12   | Rinaldi Racing                                         | Ferrari      |     |     |      |      |      |      |     |     | Abd. | 10  | 2      |
| 13   | Boutsen Ginion Racing                                  | Lamborghini  | 19  | 19  |      |      |      |      |     |     |      |     | 1      |
| Pos. | Équipe                                                 | Constructeur | ZOL | ZOL | BRH  | BRH  | MIS  | MIS  | HUN | HUN | NÜR  | NÜR | Points |

#### Pro-Am Cup
| Pos. | Équipe                  | Constructeur | ZOL | ZOL | BRH | BRH  | MIS | MIS | HUN | HUN | NÜR  | NÜR | Points |
| ---- | ----------------------- | ------------ | --- | --- | --- | ---- | --- | --- | --- | --- | ---- | --- | ------ |
| 1    | Saintéloc Racing        | Audi         | 15  | 15  | 17  | 11   | 11  | 9   | 18  | 19  | 12   | 15  | 137    |
| 2    | (TP 12 -) Kessel Racing | Ferrari      | 12  | 10  | 14  | 13   | 13  | 14  | 17  | 21  | Abd. | 13  | 126    |
| 3    | Audi Sport Slovakia     | Audi         |     |     |     |      | 16  | 19  | 19  | 20  |      |     | 39.5   |
| 4    | Rinaldi Racing          | Ferrari      |     |     |     |      |     |     |     |     | Abd. | 10  | 16.5   |
| 4    | SunEnergy1 Racing       | Mercedes-AMG |     |     |     |      |     |     | 15  | Np. |      |     | 16.5   |
| 5    | Team Parker Racing      | Bentley      |     |     | 16  | Abd. |     |     |     |     |      |     | 12     |
| Pos. | Équipe                  | Constructeur | ZOL | ZOL | BRH | BRH  | MIS | MIS | HUN | HUN | NÜR  | NÜR | Points |

#### Am Cup
| Pos. | Équipe                | Constructeur | ZOL | ZOL | BRH | BRH | MIS | MIS | HUN | HUN | NÜR | NÜR | Points |
| ---- | --------------------- | ------------ | --- | --- | --- | --- | --- | --- | --- | --- | --- | --- | ------ |
| 1    | Boutsen Ginion Racing | Lamborghini  | 19  | 19  |     |     |     |     |     |     |     |     | 35     |
| Pos. | Équipe                | Constructeur | ZOL | ZOL | BRH | BRH | MIS | MIS | HUN | HUN | NÜR | NÜR | Points |